# Kanton Lorient-Sud
Kanton Lorient-Sud (francouzsky Canton de Lorient-Sud) je francouzský kanton v departementu Morbihan v regionu Bretaň. Tvoří ho pouze část města Lorient.